# Бактериородопсин-содержащие плёнки
Бактериородопси́нсодержащие плёнки — наноплёнки, полученные с использованием пурпурных мембран галобактерий, содержащих бактериородопсин. Используются в качестве компонента в биомолекулярной электронике.

## Изготовление
Основной задачей при изготовлении бактериородопсинсодержащих плёнок является ориентация мембран, содержащих бактериородопсин, между гидрофильными и гидрофобными средами, например, между водой и воздухом, как это бывает в природе. Как правило, для улучшения свойств бактериородопсинсодержащих плёнок используется несколько слоёв, которые высушиваются в определённых условиях. В 1994 г. команда русских учёных впервые в мире получила пластинки с бактериородопсином. Главный результат достижения — ориентирование пурпурных мембран, которые содержат бактериородопсин в гидрофобных и гидрофильных средах.

## Характеристики

### Срок эксплуатации
В настоящее время такие плёнки используются в основном для исследований и экспериментов в лабораторных условиях. Одной из причин является сравнительно небольшой срок их эксплуатации, который колеблется от нескольких дней до одного года.
Наилучшие показатели достигаются при изготовлении плёнок на основе желатина. Это позволяет добиться высокой концентрации бактериородопсина (до 50 %), избежать агрегации фрагментов мембран и разрушения белка бактериородопсина в процессе изготовления. Встроенные в желатиновую матрицу фрагменты пурпурных мембран долговечны (около {\displaystyle 10^{4}} часов) и устойчивы к воздействию многих факторов как при изготовлении, так и в процессе эксплуатации (колебания температуры, интенсивное воздействие светом с помощью лазера).

### Плотность элементов
На основе технологии производства бактериородопсинсодержащих плёнок учёными был сконструирован фоторецептор со структурой {\displaystyle SnO_{2}} / бактериородопсин / электролит. Как правило, при функционировании к электроду {\displaystyle SnO_{2}} / бактериородопсин прикладывается напряжение от 0 до −0,7 В. Такой фоторецептор реагирует на изменение интенсивности света, но не на интенсивность саму по себе.
Фоторецептор состоит из 64 ячеек (пикселей) и имеет размеры 2,5×2,5 мм. Чтобы отобразить образы, возникающие на таком фоторецепторе, слабый ток от элементов (3-10 нА) усиливается в напряжении от 1 до 10 В и подаётся на светоизлучающие диоды.